# تاریخ حقوق
تاریخ حقوق (انگلیسی: Legal history)، عبارت از مطالعهٔ چگونگی تکامل حقوق و چرایی دگرگونی آن است. این تاریخ با توسعهٔ تمدن‌ها ارتباط تنگاتنگی دارد، و در بافت گسترده‌تر تاریخ اجتماعی قرار می‌گیرد. در میان حقوق‌دانان و مورخان رویّه‌های حقوقی، این شاخه به‌عنوان ثبت‌کنندهٔ تکامل قوانین، و توضیح‌دهندهٔ فنی این‌که چگونه این قوانین، در پرتو درک بهتر مبانی مفاهیم گوناگون حقوقی، تکامل پیدا کرده‌اند، دیده شده‌است؛ چنان‌که برخی آن را زیرشاخه‌ای از تاریخ فکری بشر به‌حساب آورده‌اند.
مورخان سدهٔ بیستم، تاریخ حقوق را به شیوه‌ای متنی‌تر، و بیش‌تر در خط فکری مورخان اجتماعی، بررسی کرده‌اند. آن‌ها به نهادهای حقوقی به‌عنوان نظام‌های پیچیده‌ای از قواعد، بازی‌گران، و نمادها می‌نگریستند، و این عناصر را در برهم‌کنش با جامعه، در حال تغییر، وفق دادن، مقاومت کردن، یا ارتقای جنبه‌های خاصی از جامعهٔ مدنی، می‌دیدند. این مورخان حقوقی، بر آن بودند که موارد تاریخی را با استفاده از پارامترهای تحقیق در علوم اجتماعی، نظیر شیوه‌های آماری، ارزیابی اختلاف طبقاتی میان طرفین دعوا، عرض‌حال‌دهندگان، و سایر بازی‌گران فرایندهای گوناگون حقوقی، تجزیه و تحلیل کنند.
با تجزیه و تحلیل برون‌دادهای پرونده‌ها، هزینه‌های معامله، و شمار دعاوی فیصله داده‌شده، این مورخان شروع به تحلیل نهادها، وَرزه‌ها و رویّه‌های حقوقی کردند، و تصویر پیچیده‌تری از حقوق و جامعه، نسبت به آنچه از مطالعهٔ فلسفهٔ حقوق، حقوق قضیه‌محور، و قوانین مدنی قابل تحصیل بود، ارائه کردند.